# Луцевич, Андрей Филиппович
Андре́й Фили́ппович Луце́вич (1919—1944) — старший сержант Рабоче-крестьянской Красной армии, участник Великой Отечественной войны, Герой Советского Союза (1944).

## Биография
Родился 10 августа 1919 года в деревне Зазерка (ныне — Пуховичский район Минской области Белоруссии). После окончания шести классов школы работал грузчиком. В 1939 году был призван на службу в Рабоче-крестьянскую Красную Армию. Участвовал в боях советско-финской войны. С сентября 1941 года — на фронтах Великой Отечественной войны. В сентябре того же года был тяжело ранен. К июню 1944 года гвардии старший сержант Андрей Луцевич командовал орудием 138-го гвардейского артиллерийского полка 67-й гвардейской стрелковой дивизии 6-й гвардейской армии 1-го Прибалтийского фронта. Отличился во время освобождения Белорусской ССР.
24 июня 1944 года расчёт Луцевича прикрывал переправу через Западную Двину в районе деревни Буй Бешенковичского района Витебской области, уничтожив 1 миномёт, 4 пулемёта, около взвода вражеских солдат и офицеров. Переправившись на западный берег, расчёт принял активное участие в боях за захват и удержание плацдарма на его западном берегу, отразив несколько контратак. 17 июля 1944 года Луцевич погиб в бою на территории Литовской ССР. Похоронен в деревне Смалвос Зарасайского района Литвы.
Указом Президиума Верховного Совета СССР от 22 июля 1944 года за «форсирование Западной Двины, прочное закрепление плацдарма на её берегу, образцовое выполнение боевых заданий командования на фронте борьбы с немецкими захватчиками и проявленные при этом отвагу и геройство» гвардии старший сержант Андрей Луцевич посмертно был удостоен высокого звания Героя Советского Союза. Также был награждён орденами Ленина, Отечественной войны 1-й степени и Славы 3-й степени, медалью «За отвагу». Навечно зачислен в списки личного состава воинской части.
В честь Луцевича установлен памятник на его родине, была названа улица в городе Прекуле.